# 阿部孫左衛門 (2代)
2代 阿部 孫左衛門（孫左衞門、あべ まござえもん、1874年〈明治7年〉4月10日 - 1914年〈大正3年〉12月30日）は、日本の実業家、政治家。衆議院議員、山形県東田川郡新堀村長。幼名・直之助。

## 経歴
山形県田川郡新堀村（のち東田川郡新堀村大字新堀、現酒田市）で、地主・先代阿部孫左衛門、野江夫妻の長男として生まれる。新堀村止善学校初等学科、酒田琢成学校を経て、1889年（明治22年）、酒田尋常高等小学校を卒業。1890年（明治23年）に東京に出て二松学舎、東京数学院などで学んだ。
1904年（明治37年）、父の死去に伴い家督を相続し、孫左衛門（2代）を襲名した。吉田堰水利組合会議員、東田川郡会議員、新堀村長などを務めた。1908年（明治41年）5月、第10回衆議院議員総選挙に山形県郡部区から立憲政友会所属で出馬して当選し、衆議院議員を1期務めた。
実業界では、荘内銀行専務取締役、荘内新報社長、山形自由新聞社取締役、北津漁業社長、白光石油監査役などを務めたが、事業で失敗し東京に転居した。